# Kaliumpolonid
Kaliumpolonid ist eine anorganische Verbindung aus der Gruppe der Polonide.

## Herstellung
Kaliumpolonid kann durch Reduktion von Poloniumwasserstoff mit elementarem Kalium oder durch Zusammenschmelzen der Elemente Kalium und Polonium hergestellt werden.

## Eigenschaften
Kaliumpolonid ist im Vergleich zu Kaliumtellurid weniger stabil und zersetzt sich bei hohen Temperaturen in die Elemente. Es kristallisiert im kubischen Kristallsystem in einer Antifluorit-Struktur.